# Phyllolabis
Phyllolabis är ett släkte av tvåvingar som beskrevs av Osten Sacken 1877. Phyllolabis ingår i familjen småharkrankar.

## Dottertaxa tillPhyllolabis, i alfabetisk ordning[1][2]
- Phyllolabis alexanderi
- Phyllolabis beesoni
- Phyllolabis brunettii
- Phyllolabis bryantiana
- Phyllolabis claviger
- Phyllolabis confluenta
- Phyllolabis czizeki
- Phyllolabis edwardsi
- Phyllolabis encausta
- Phyllolabis fenderiana
- Phyllolabis flavida
- Phyllolabis geigeri
- Phyllolabis ghilarovi
- Phyllolabis gohli
- Phyllolabis golanensis
- Phyllolabis hemmingseni
- Phyllolabis hirtiloba
- Phyllolabis hurdi
- Phyllolabis kocmani
- Phyllolabis kumpa
- Phyllolabis lackschewitzi
- Phyllolabis lagganensis
- Phyllolabis latifolia
- Phyllolabis laudata
- Phyllolabis limboo
- Phyllolabis lindneri
- Phyllolabis macroura
- Phyllolabis mannheimsi
- Phyllolabis mannheimsiana
- Phyllolabis mendli
- Phyllolabis meridionalis
- Phyllolabis moormi
- Phyllolabis myriosticta
- Phyllolabis nielseni
- Phyllolabis pallidivena
- Phyllolabis peusi
- Phyllolabis pictivena
- Phyllolabis pubipennis
- Phyllolabis regelationis
- Phyllolabis savtshenkoi
- Phyllolabis seniorwhitei
- Phyllolabis sequoiensis
- Phyllolabis theowaldi
- Phyllolabis tjederi
- Phyllolabis vulpecula
- Phyllolabis zionensis